# Гроза (опера Кашперова)
«Гроза» — драматическая опера в 4 действиях, 5 картинах. Либретто А. Островского по его одноименной драме, музыка В. Кашперова.

## История
30 октября 1867 года в Большом театре состоялась первая постановка оперы в Большом театре в бенефис певицы А. Меньшиковой. Режиссер Н. Савицкий, дирижер И. Шрамек. В этот же самый день премьера оперы «Гроза» прошла и в Петербурге.
Опера заслужила неодобрительный отзыв критика Александра Серова.
В книге воспоминаний артистки императорских театров Д. М. Леоновой сказано, что она исполняла роль Варвары. А. Н. Островский увидев ее на сцене, сказал, что хотел бы видеть в драме такую Варвару, как М. Д. Леонова. Ария «Ах ты, матушка родимая» выходила у нее особенно удачно.

## Действующие лица

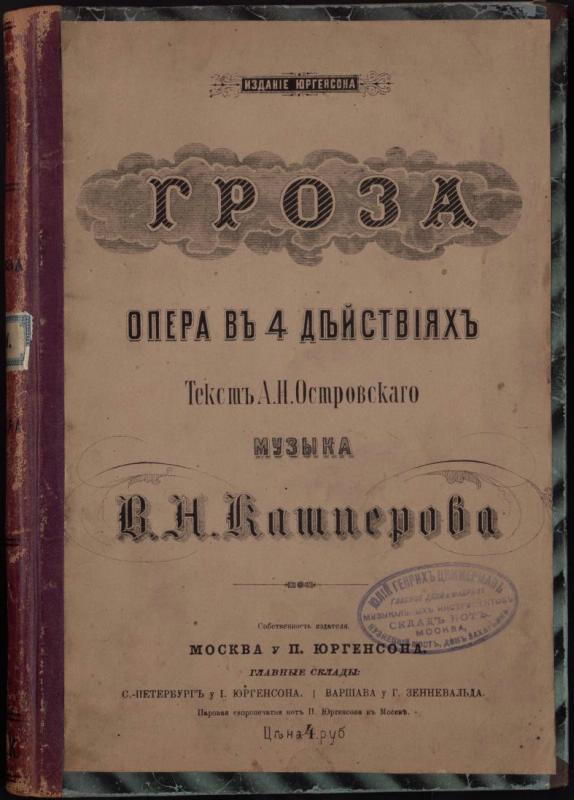
Обложка нотного издания

- Купец Савелий Дикой — С. Демидов
- Его племянник Борис — А. Раппопорт
- Купчиха Кабанова — А. Анненская
- Тихон, ее сын — П. Радонежский
- Варвара, ее дочь — И. Оноре
- Катерина, жена Тихона — А. Меньшикова
- Кудряш, молодой человек — М. Владиславлев[1].

## Либретто
Город Калинов расположен на берегу Волги. Борис, племянник купца Дикого, влюблен в Катерину, которая замужем за его другом Тихоном. Катерина не любит своего мужа, испытывая к нему жалость. Ей тяжело живется в доме своей свекрови. Постепенно в ее мыслях все больше и больше места занимает Борис. Катерина отчаянно борется со своим чувством, понимая, что это грех, но она не может противиться этому. Варвара тайно встречается с Кудряшом и уговаривает Катерину встретиться с Борисом. Когда Тихон возвращается домой, Катерина признается ему в своей измене. Дядя высылает Бориса из Калинова, и он уезжает без Катерины. Катерина прыгает с обрыва в реку Волгу.